# Distretto di Lakhdaria
Il distretto di Lakhdaria è un distretto della provincia di Bouira, in Algeria, con capoluogo Lakhdaria.